# Kiena (gmina Rukojnie)
Kiena (lit. Kena; pol. hist. także Kiena Sławińskiego) – wieś na Litwie, w okręgu wileńskim, w rejonie wileńskim, w gminie Rukojnie.
Współcześnie w skład miejscowości wchodzi także dawny zaścianek Puciata.

## Historia
W XIX i w początkach XX w. położona była w Rosji, w guberni wileńskiej, w powiecie wileńskim. Po I wojnie światowej pod administracją polską, w Zarządzie Cywilnym Ziem Wschodnich. W latach 1920–1922 w składzie Litwy Środkowej.
Od 11 kwietnia 1922 leżała w Polsce, w województwie wileńskim, w powiecie wileńsko-trockim, do 1 kwietnia 1927 w gminie Rukojnie, następnie w gminie Rudomino. W 1931 miejscowość liczyła:
- majątek ziemski – 28 mieszkańców, zamieszkałych w 3 budynkach,
- parcele – 17 mieszkańców, zamieszkałych w 3 budynkach,
- wieś – 148 mieszkańców, zamieszkałych w 26 budynkach[4].

Po II wojnie światowej w granicach Związku Sowieckiego. Od 1991 na niepodległej Litwie.